# Dave King (herec)
Dave King (23. června 1929 Middlesex – 15. dubna 2002 Londýn) byl britský komik, herec a zpěvák populárních písní. Mezi jeho nejznámější filmové role patří zkorumpovaný policista „Parky“ ve filmu Dlouhý velký pátek nebo Clifford Duckworth v mýdlové opeře Coronation Street.

## Život a kariéra
Dave King, vlastním jménem David Kingshott, se narodil v Twickenhamu, v bývalém hrabství Middlesex v Anglii. Objevil se v Television Music Hall, moderoval pořad Show Case; v roce 1955 začal pravidelně vystupovat na BBC. Další rok se začal kromě televizních vystoupení věnovat také zpěvu. Měl vlastní zábavní pořad The Dave King Show, se kterým se v roce 1958 přesunul na ITV.
V polovině 50. let se čtyři Kingovy písně umístily v žebříčku UK Singles Chart; největší úspěch měly skladby „Memories Are Made of This“ a „You Can't Be True to Two“, které nahrál s doprovodnou kapelou The Keynotes. Dále se umístily písně „Christmas and You“ a „The Story of My Life“.
V roce 1959 se přestěhoval do Spojených států, kde sice celkem devatenáctkrát moderoval populární pořad Kraft Music Hall, ale jinak zde neslavil velký úspěch. Po návratu do Anglie zjistil, že vkus lidí se poněkud změnil. V roce 1964 měl na ITV pořad Dave's Kingdom, který nebyl zdaleka tak úspěšný, jako jeho předchozí tvorba. Z Kinga se stal úspěšný herec, hrál hlavní roli např. ve filmech Pirates of Tortuga, Go To Blazes a The Golden Lady. Objevil se také v mnoha televizních seriálech, např. The Sweeney, Hazell či Pennies From Heaven.
King zemřel v Londýně ve věku 72 let.

## Osobní život
V roce 1955 se oženil s Jean Hart, se kterou měl dvě dcery, Kiowu a Cheyenne. Žili ve vesnici South Cerney v Gloucestershire.

## Filmografie
| Rok  | Film                  | Role                             |
| ---- | --------------------- | -------------------------------- |
| 1961 | Pirates of Tortuga    | Pee Wee                          |
| 1962 | The Road to Hong Kong | Ahso – majitel čínské restaurace |
| 1962 | Go to Blazes          | Bernard                          |
| 1965 | Podivné manželství    | Taxikář                          |
| 1970 | Pás cudnosti          | Hostinský                        |
| 1976 | Hotel Ritz            | Abe                              |
| 1979 | Kuba                  | Tiskový mluvčí                   |
| 1979 | The Golden Lady       | Dietmar Schuster                 |
| 1980 | Dlouhý velký pátek    | Parky                            |
| 1981 | Rudí                  | Allan Benson                     |
| 1985 | Revolution            | Mr. McConnahay                   |
| 1989 | Rude Awakening        | Hipík                            |